# شرکت نفت و گاز پارس

شرکت نفت و گاز پارس
به عنوان یکی از شرکت‌های زیرمجموعه شرکت ملی نفت ایران در اول دی ماه 1377 تأسیس شد. اهمیت تسریع در بهره‌برداری از میدان مشترک پارس جنوبی به عنوان بزرگترین مخزن گازی کشور و جهان که به تنهایی نیمی از ذخائر گاز طبیعی ایران را در خود جای داده است؛ ایجاب می‌کرد که سازمانی مستقل با ساختار اجرایی ویژه جهت راهبری آن ایجاد شود.
در این راستا شرکت نفت وگاز پارس (سهامی خاص) طبق بند (الف) ماده 5 اساسنامه شرکت مهندسی و توسعه نفت در ارتباط با توسعه میدان پارس جنوبی به همراه کلیه نفرات و امکانات موجود و حساب‌های مربوطه به این شرکت منتقل شد.
این شرکت مسئولیت توسعه تمامی فازهای میدان گازی پارس جنوبی در بخش‌های پالایشگاهی و فراساحل و همچنین توسعه میادین گازی فرزاد، بلال، کیش، پارس شمالی، گلشن و فردوسی و لایه نفتی پارس جنوبی را داراست.
از دیگر فعالیت‌های این شرکت، توسعه طرح‌های پشتیبانی شامل احداث بنادر، شهرک‌های مسکونی، پروژه‌های راه‌سازی و سامانه‌های مهار و دفع سیلاب، توسعه طرح‌های تکمیلی شامل تاسیسات ذخیره‌سازی میعانات گازی و واحد مرکاپتان‌زدایی از میعانات گازی، طرح‌های نیروگاهی و خطوط انتقال شامل نیروگاه متمرکز و سیکل ترکیبی بعثت، خطوط و پست‌های برق و طرح پایانه نفتی جاسک است.
انجام ماموریت‌ها و اجرای قراردادها در زمینه اکتشافات، توسعه، تولید نفت خام و گاز طبیعی و فرآورش و همچنین حمل و انتقال نفت‌خام و فرآورده‌های نفتی به مخازن و بنادر مربوطه، بارگیری در محدوده جغرافیایی پارس جنوبی، پارس شمالی، و دیگر میادین دریائی در خلیج‌فارس و وظایف دیگری که مجمع عمومی شرکت تصویب کند، از جمله وظایف و مسئولیت‌های این شرکت به شمار می‌رود.
بر اساس مصوبه امور مجامع شرکت ملی نفت ایران فعالیت‌های عملیاتی مربوط به چاه‌ها، سکوهای دریائی و خطوط لوله انتقال زیر دریا تا قبل از واحد لخته‌گیر (Slug Catcher) تأسیسات خشکی به اين شرکت واگذار شده است.
در همین زمینه شرکت نفت و گاز پارس به عنوان بزرگ‌ترین شركت تولیدکننده گاز در ایران، راهبری حدود 40 سکوی دریایی به‌همراه صدها چاه تولیدی و هزاران کیلومتر خط لوله دریایی در گستره‌ای به مساحت 3700 کیلومتر از بخش ایرانی بزرگ‌ترین میدان گازی جهان در خلیج فارس را برعهده دارد و حدود ۸۰ درصد گاز كشور را تولید می‌کند.
با بهره‌برداری و توسعه فازهای گوناگون میدان گازی پارس جنوبی و سایر طرح‌ها و پروژه‌های در حال بهره‌برداری و در دست اجرا، سهم درآمد ناخالص ملی کشور افزایش یافته و چشم‌انداز بدیع و قابل ملاحظه‌ای در رشد و شکوفایی صنایع نفت و گاز ایجاد خواهد شد.

## پروژه ها
میدان گازی پارس جنوبی 
ميدان گازي پارس جنوبي (با نام گنبد شمالي در سمت قطر)،یکی از بزرگترين منابع گازي مستقل جهان است كه برروي خط مرزي مشترك ايران و قطر در خليج فارس و به فاصله حدود 100 كيلومتري ساحل جنوبي ايران قرار دارد. مساحت اين ميدان 9700 كيلومتر مربع بوده كه بخش متعلق به ايران 3700 كيلومتر مربع ميباشد.
ميدان مشترك گازي پارس جنوبي، با دارا بودن14/2 هزار ميليارد متر مكعب گاز درجا (معادل 8% كل ذخاير گاز جهان و 47% ذخائر گاز شناخته شده كشور)، 19 ميليارد بشكه ميعانات گازي، 7.5 ميليارد بشكه نفت خام در لايه‌هاي نفتي و وجود بزرگترين منبع هليوم، از نظر  ارزش اقتصادي داراي جايگاه  بي‌نظير و منحصر به فردي در اقتصاد ملي كشور مي باشد.
توسعه ميدان مشترك گازي پارس جنوبي باهدف تامين گاز مورد نيازكشوردر بخشهاي تزريق به ميادين نفتي، عرضه به واحدهاي صنعتي و نيروگاه‌ها، گازرساني به واحدهاي خانگي- تجاري، تامين خوراك مجتمع‌هاي پتروشيمي وصادرات گاز، ميعانات گازي، گازمايع و گوگرد در برنامه هاي وزارت نفت قرارگرفته است. 

## طرح فشارافزایی میدان گازی پارس جنوبی
طرح فشارافزایی میدان گازی پارس جنوبی به عنوان مهم‌ترین و راهبردی‌ترین طرح صنعت نفت کشور شناخته می‌شود، چرا که با توجه به افت فشار این میدان مشترک در سال‌های آتی، به زودی راه‌اندازی تأسیسات فشارافزایی در قالب 14 سکو با ظرفیت برداشت روزانه 2 میلیارد فوت مکعب گاز غنی در دستور شرکت نفت و گاز پارس قرار گرفته است.
در همین راستا، قرارداد مطالعاتی مهندسی پایه و پایه پیشرفته طرح عظیم فشارافزایی اردیبهشت ماه 1402 در قالب 17 بسته کاری به شرکت مشاور ایرانی و با همکاری مشاوران مجرب بین‌المللی واگذار شد و قراردادهای مقدماتی اجرایی این طرح ملی، 20 اسفندماه 1402 بین شرکت نفت و گاز پارس به عنوان کارفرمای پروژه و 4 شرکت ایرانی پتروپارس، اویک، قرارگاه سازندگی خاتم‌الانبیا (ص) و مپنا به عنوان پیمانکاران اصلی به امضا رسید.
اهداف طرح:
این طرح با هدف افزایش ضریب بازیافت گاز، جبران افت طبیعی فشار مخزن مشترک، نگهداشت توان تولید از میدان گازی پارس جنوبی و جبران بخش قابل توجهی از ناترازی گاز کشور با برآورد سرمایه 20 میلیارد دلار اجرا می‌شود.
تأسیسات فراساحلی:
در سناریوی فراساحل اجرای طرح فشارافزایی، 7 هاب در نظر گرفته شده که در هر یک از این نواحی، 2 سکوی فشارافزایی متصل به یکدیگر هر یک به وزن حدودی 8 هزار تن به همراه سکوی تولید برق و یوتیلیتی و سکوی اقامتی برای 70 نفر ساخته و نصب می‌شوند.

## طرح توسعه لایه های نفتی
لایه‌های نفتی میدان پارس جنوبی در فاصله 100 کیلومتری از سواحل ایران در خلیج فارس و در اعماق 900 تا 1200 متري از سطح دریا قرار دارد. بخش اصلی ساختمان لایه‌های نفتی در کشور قطر قرار داشته كه به نام میدان الشاهین شناخته می‌شود.
ساختمان لایه‌های نفتی در بخش ایرانی در طي سال‌های 1367 و 1368 بر مبنای داده‌های لرزه‌نگاری شناسایی شد. سه حلقه چاه توصیفی در نواحی مختلف در طي سال‌های 1379 تا 1381 حفر و پس از آن توسعه بخشي از اين ميدان از طريق قرارداد بیع متقابل با هدف تولید روزانه 35هزار بشکه نفت به شرکت توسعه پتروایران در سال 1384 واگذار شد. تولید از لایه‌های نفتی در پایان سال 1395 با استفاده از شناور فرآورشي (FPSO) آغاز شد.

## میدان گازی پارس شمالی
ميدان گازي پارس شمالي يكي از بزرگ‌ترين میدان‌های مستقل گازي كشور است که در 120 كيلومتري جنوب شرقي بندر بوشهر و در فاصله 10 تا 15 كيلومتري از ساحل و در عمق 4هزار متری قرار دارد. مساحت این میدان كه در سال 1346 كشف شده، حدود 500 كيلومتر مربع است. ميزان ذخيره گاز این میدان 1668 ميليارد مترمكعب و حجم گاز قابل توليد آن 1337 ميليارد مترمكعب برآورد شده است.
بر اساس آخرين مطالعات انجام‌شده بر روي مخزن پارس شمالي، در صورت توسعه، تولید گاز در این ميدان معادل 4 فاز استاندارد و به ميزان 4 ميليارد فوت‌مكعب در روز ميسر خواهد بود. در اين راستا توليد تا 20 ميليون تن LNG در سال از اين ميدان پيش‌بيني ميشود.
با توجه به نياز روزافزون مصرف گاز طبيعي در كشور در بخشهای مختلف صنعتی و خانگی و همچنين موقعيت خاص ايران در منطقه خاورميانه و نياز شديد همسايگان كشور به گاز طبيعي و اهميت صادرات گاز به اين كشورها، تسريع در اجرايی کردن طرح توسعه ميدان گازي پارس شمالي در دستور كار شركت نفت و گاز پارس قرار گرفته است.

## طرح توسعه میدان گازی کیش
ميدان گازي كيش، شامل مخازن گازي كنگان و دالان واقع در اعماق 5000-3200 متري زير جزيره كيش و آب‌هاي اطراف آن در خليج فارس و در فاصله 60 كيلومتري شرق جزيره لاوان قراردارد.
ميدان گازي كيش، با برآورد ذخيره 40 تريليون فوت مكعب گاز با حدود PPM 200 ، H2S و 3.4 درصد Co2، به عنوان هفدهمين مخزن گازي بزرگ جهان شناخته شده و با اجراي كامل تمامي فازهاي طرح توسعه ميدان، معادل 3 فاز پارس جنوبي ظرفيت توليد خواهد داشت.
اين طرح شامل سه بخش است:
1- طرح انتقال گاز به نيروگاه كيش
1-1) تأسيسات دريايي و ساحلي:
انتقال گاز طبيعي از خط هفتم سراسري گاز در منطقه بستك استان هرمزگان تا بندر آفتاب و از بندر آفتاب تا جزيره كيش توسط خطوط لوله دريايي و خشكي.
2-1) اهداف:
- جايگزيني سوخت مايع نفت گاز با گاز طبيعي در نيروگاه‌هاي جزيره كيش
- صرفه‌جويي هزينه‌هاي ناشي از اين جايگزيني
- تضمين پايداري توليد برق جزيره
- جلوگيري از آلودگي‌هاي زيست‌محيطي
2- طرح توسعه فاز يك ميدان گازي كيش
1-2) تأسيسات دريايي و ساحلي:
تكميل تأسيسات واقع در جزيره كيش (تكميل حفاري 14 حلقه چاه – خطوط جرياني سرچاهي و تأسيسات جانبي مربوطه)
- احداث حدود 220 كيلومتر خط لوله دريايي حد فاصله جزيره كيش تا عسلويه
- احداث تأسيسات جانبي در پالايشگاه‌هاي موجود پارس جنوبي شامل اتصالات، ساير تأسيسات جانبي و... به منظور ايجاد يكپارچگي با پالايشگاه‌ها
2-2) اهداف
- توليد و انتقال گاز به ميزان يك ميليارد فوت مكعب در روز از كلاسترهاي 1 و 2 ميدان كيش به عسلويه به منظور بهره‌گيري حداكثري از ظرفيت پالايشگاه‌هاي موجود پارس جنوبي
- استحصال حدود 11 هزار و 300 بشكه ميعانات گازي در روز
3- طرح توسعه فازهاي 2و3 ميدان گازي كيش
1-3) تأسيسات دريايي و ساحلی:
- چهار سكوي دريايي در اطراف جزيره كيش (2 سكوي اصلي و2 سكوي اقماري)
- احداث حدود 440 كيلومتر خطوط لوله دريايي (حدفاصل سكوها تا عسلويه)
- حفاري 24 حلقه چاه در دريا (هر سكو شش حلقه)
- احداث تأسيسات جانبي در پالايشگاه‌هاي موجود پارس جنوبي شامل اتصالات، لخته‌گير، ساير تأسيسات جانبي و... به منظور ايجاد يكپارچگي با پالايشگاه‌ها
2-3) اهداف
- توليد و انتقال گاز به ميزان 2 ميليارد فوت مكعب در روز از چهار سكوي دريايي ميدان كيش به عسلويه به منظور بهره‌گيري حداكثري از ظرفيت پالايشگاه‌هاي موجود پارس جنوبي
- استحصال حدود 20هزار بشكه ميعانات گازي در روز

## طرح توسعه ميدان گازي بلال
ميدان بلال در محدوده 30 كيلومتري جنوب شرقي ميدان پارس جنوبي، 90 كيلومتري جنوب غربي جزيره لاوان و در عمق حدود 70 متري آب‌هاي خليج فارس بر روي خط مرزي مشترك ايران و قطر واقع شده است.
كشف مخازن نفتي اين ميدان به سال 1346 شمسي باز مي‌گردد كه در نهایت توسعه لايه‌هاي نفتي ميدان بلال در اواخر دهه هفتاد شمسی در قالب قرارداد بيع متقابل با شركت توتال فرانسه انجام پذيرفت و در سال 1381 تولید نفت از این میدان آغاز شد.
وجود گاز در لايه‌هاي گازي ميدان بلال در سال 1383 شمسي و پس از حفر اولین چاه اکتشافی گازی توسط مديريت اكتشاف شركت ملي نفت ايران اثبات شد.
حجم تقريبي گاز درجاي ميدان در حدود 3 تريليون فوت مكعب و حجم میعانات درجای اثبات شده آن بيش از 100 میلیون بشکه پيش‌بيني شده است.
با توجه به ظرفيت مازاد فرآورشي و پالايشگاهي موجود در میدان گازی پارس جنوبی، شركت ملي نفت ايران برنامه‌ريزي به‌منظور استفاده بهينه از این ظرفيت و بهره‌برداری حداکثری از تاسيسات موجود و همچنین تامین خوراک مورد نیاز این تاسیسات را در طولانی مدت در دستور کار خود قرار داده است.
برنامه توسعه لايه‌هاي گازي ميدان بلال در چارچوب طرح جامع توسعه بخش شرقي ميدان گازي پارس جنوبي در سال 1397 شمسی تعریف و مقدمات شروع اجرایی فعالیت‌های آن در سال 1399 شمسی آغاز شد.
هدف از اجرای این طرح، انتقال گاز و ميعانات توليدي به ترتيب به ميزان روزانه 500 ميليون فوت مكعب و 15 هزار بشكه و سپس انتقال آن از طریق خط لوله به پالایشگاه‌های سايت يك پارس جنوبي است.
اهداف طرح:
- حفاري يك حلقه چاه توصيفي – اكتشافي با هدف ارزيابي اكتشافي، توصيف و توليد از لايه‌هاي گازي
- حفر يك حلقه چاه Learning و 6 حلقه چاه توسعه‌اي (در مجموع 8 حلقه چاه توليدي) به منظور توليد و انتقال گاز ترش و ميعانات توليدي اين ميدان به پالايشگاه‌هاي پارس جنوبی به ميزان روزانه 500 ميليون فوت مكعب گاز و 15 هزار بشکه میعانات گازی
تاسیسات فراساحلی:
- احداث و نصب جاكت سرچاهی
- احداث و نصب عرشه با ظرفیت 500 میلیون فوت مکعب گاز غنی در روز
- احداث يك رشته خط لوله دريايي جهت انتقال روزانه 500 ميليون فوت مكعب سيال سه فازي
- نصب كابل فيبر نوري
پيمانكاران طرح:
در قرارداد منعقده، شركت پتروپارس (به عنوان پیمانکار عمومی طرح-GC) مسئوليت راهبري، مديريت و يكپارچه‌سازي قرارداد، انجام مطالعات مخزني، طراحي حفاري و تهيه اسناد مناقصات فرعي را برعهده دارد.
اين شركت با هدف استفاده حداکثری از ظرفيت‌ها و توانمندي‌هاي عظیم شركت‌هاي داخلي در اجراي پروژه‌هاي نفت و گاز كشور، نسبت به برگزاري مناقصات EPC و EPD‌ فعاليت‌هاي مشروحه قرارداد تحت نظارت و كارفرمايي شركت نفت و گاز پارس اقدام می‌کند.
سرمايه گذاري:
هزینه‌های سرمایه‌ای طرح در حدود 688 میلیون دلار برآورد شده است كه تامين مالي پروژه از محل صندوق توسعه ملي انجام خواهد پذيرفت.
مدت زمان اجراي طرح:
مدت زمان اجرا، تكميل و آغاز بهره‌برداري از طرح توسعه ميدان گازي بلال مطابق با شرح کار تعیین شده، 52 ماه بعد از تاريخ موثر‌شدن قرارداد پيش‌بيني شده است.

## میدان گازی فرزاد A و B
ميدان‌های گازی مشترک فرزاد «الف» و «ب» در محدوده بلوك فارسي در نوار مرزي ايران و عربستان سعودي و در فاصله قريب 20 کيلومتري در دو طرف جزيره فارسي واقع شده‌اند. فاصله اين میدان‌ها از نزديك‌ترين ساحل (بريكان) حدود 100 كيلومتر است. سهم ايراني ميدان فرزاد «الف» تقريباً 25 درصد و ميدان فرزاد «ب» تقريباً 75 درصد است.
گاز اين دو ميدان ترش و ميزان ناخالصي‌هاي گوگرد، دي‌اكسيدكربن و نيتروژن بسيار بالا است. ميزان گاز در جاي ميدان فرزاد «الف» معادل 12 هزار ميليارد فوت مكعب گاز خشك و ميدان فرزاد «ب» حدود 23 هزار ميليارد فوت مكعب گاز حاوي مقاديركم ميعانات گازي برآورد شده است.
طرح توسعه ميدان‌ گازي فرزاد «ب»
ميدان گازي مشترك فرزاد «ب» خليج فارس،‌ در محدوده بلوك فارسي در نوار مرزي ايران و عربستان سعودي و در فاصله قريب 20 كيلومتري شرق جزيره فارسي واقع شده‌ است. فاصله اين ميدان از نزديك‌ترين ساحل (بريكان) حدود 100 كيلومتر است. ميزان گاز در جاي ميدان فرزاد «ب» حدود 23 هزار ميليارد فوت مكعب برآورد مي‌شود. گاز ميدان فرزاد «ب» داراي ميزان بالاي ناخالصي‌هاي گوگرد، دي‌اكسيدكربن و نيتروژن است كه اين مقادير نسبت به ميدان پارس جنوبي بسيار بيشتر است. همچنين ميزان ميعانات گازي بسيار كمتر از پارس جنوبي است.
قرارداد طرح توسعه ميدان فرزاد «ب»
قرارداد طرح توسعه ميدان فرزاد «ب» در قالب نسل سوم قراردادهاي بيع‌متقابل با شركت پتروپارس در تاريخ 27/02/1400 منعقد شد. مدت زمان توسعه طرح 60 ماه درنظر گرفته شده است.
اهداف طرح
اهداف اين طرح توليد روزانه يك ميليارد فوت مكعب گاز ترش، 5 هزار بشكه ميعانات گازي و 1300 تن گوگرد است. سيال توليدي مخزن به ساحل تمبك ارسال و پس از جداسازي ميعانات،‌ بين پنج پالايشگاه پارس2 كنگان جهت جبران كسري خوراك پالايشگاه‌هاي موجود ارسال مي‌شود. ميعانات گازي توليدي نيز به پالايشگاه‌هاي سايت 2 ارسال مي‌شود.
تاسيسات طرح
تاسيسات فراساحلي شامل يك عرشه اصلي سرچاهي با تاسيسات جدايش مايع، يك عرشه فرعي سرچاهي با تاسيسات حداقلي به همراه يك خط لوله دريايي 20 اينچ به طول سه كيلومتر جهت اتصال عرشه فرعي به عرشه اصلي، يك خط لوله دريايي 36 اينچ به طول تقريبي 230 كيلومتر جهت انتقال گاز ترش به خشكي و يك خط لوله دريايي 10 اينچ به طول تقريبي 230 كيلومتر جهت انتقال مايعات به خشكي است.
تاسيسات خشكي شامل تاسيسات دريافت سيال ترش توليدي بخش فراساحل و جداسازي ميعانات به همراه تاسيسات جانبي مربوطه و خطوط لوله خشكي جهت انتقال گاز و ميعانات به پالايشگاه‌هاي مستقر در پارس2 است.
فعاليت‌هاي انجام شده
ذيل قرارداد مديريت طرح (MC) با شركت پتروپارس سه قرارداد زير منعقد و اجراء شد:
مطالعات مفهومي طرح توسط مشاور بين‌المللي به منظور تهيه MDP ميدان
مطالعات مخزني و حفاري توسط مشاوران بين‌المللي به منظور تهيه MDP ميدان
برداشت لرزه‌نگاري با دقت بالا توسط پيمانكار داخلي و براي اولين بار در كشور
فعاليت‌هاي فعلي طرح
با توجه به ناشناخته بودن ميدان و اطلاعات كم فعلي از ميادين فرزاد و پيچيدگي‌هاي زمين‌شناسي، چالش‌هاي حفاري، دما و فشار بالاي مخزن و مشكلات ناشي از ميزان زياد ناخالصي گاز ميادين فرزاد و احتمال وجود گوگرد عنصري، حفاري چاه توصيفي به منظور كسب اطلاعات تكميلي از ميدان فرزاد «ب» و نيز انجام مطالعات طراحي پايه هم‌اكنون در دستور كار شركت پتروپارس قرار دارد.

## میادین گازی گلشن و فردوسی
ميدان گلشن در فاصله 180 كيلومتري جنوب شرقي بوشهر و 65 كيلومتري از ساحل در خليج فارس قرار دارد. ميزان گاز قابل استحصال مخزن 25 تريليون فوت مكعب برآورد گرديده است. ميدان فردوسی در فاصله 190 كيلومتري جنوب شرقي بوشهر و 85 كيلومتري از ساحل در خليج فارس قرار دارد. ميزان گاز قابل برآورد استحصال در اين ميدان 8/8 تريليون فوت مكعب برآورد شده است. 
پیش بینی گاز توليدي معادل 500 ميليون فوت مكعب در روز است.

## طرح پايانه نفتی جاسك
اين طرح در قالب دو پروژه EPC برنامه‌ريزي و تعريف شده است.
EPC1: پروژه احداث تأسيسات ساحلي و دريايي پايانه نفتي جاسك
EPC2: احداث بندر پشتيباني پايانه نفتي جاسك
پایانه نفتی بین‌المللی و تأسیسات دریایی صادرات نفت خام جاسک شامل تأسیسات خشکی، خطوط لوله دریایی، گوي‌های شناور و تأسیسات وابسته در اراضی ساحلی دریای عمان در بخش مرکزی شهرستان جاسک) استان هرمزگان(، واقع در 60 کیلومتری غرب شهر جاسک و در شمال روستای کوه‌مبارک در زميني به مساحت 60 هكتار ساخته و نفت خام و ميعانات گازي را در فاصله 6 كيلومتري ساحل به كشتي‌هاي تا سايز VLCC منتقل می‌کند.
مدت زمان هر پروژه 20 ماه تعریف شده است.
مشخصات طرح:
پروژه EPC1:
سه ردیف سامانه اندازه‌گيري (Metering)
ساختمان‌هاي صنعتي، اتاق كنترل و ساير تأسيسات جانبي
شش ردیف سامانه ارسال/دریافت توپك (Pig L/R)
شش مسیر خط لوله 36 اینچ زیردریایی مجموعاً به طول 47.6 کیلومتر
سه عدد گوي شناور(SPM) و چندراهه زيردريايي (PLEM) در فاصله 6 تا 9 کيلومتري ساحل
پروژه EPC2:
احداث موج‌شکن و مسیر دسترسی، اسکله، ملحقات و تأسیسات مورد نیاز جهت پهلوگیری شناورهای لازم
احداث ساختمانهای بندر، سوله تعمیرگاه، پست برق و...
احداث خطوط لوله شامل؛ خطوط لوله آب آتش‌نشانی، آب آشامیدنی، نفت آلوده و سوخت‌رسانی
اهداف توليدي طرح:
صادرات‌/‌واردات به ظرفيت طراحی 11 هزارمترمكعب در ساعت نفت ﺧﺎم ﺳﺒﮏ و ﺳﻨﮕﯿﻦ و ﻧﯿﺰ ﻣﯿﻌﺎﻧﺎت ﮔﺎزي از ﻃﺮﯾﻖ ﺧﻄﻮط ﻟﻮﻟﻪ زﯾﺮدرﯾﺎﯾﯽ و ﺳﯿﺴﺘﻢ ﮔﻮي‌ﻫﺎي ﺷﻨﺎور (SPM).

## طرح های نيروگاهی و خطوط انتقال
نيروگاه گازی متمركز بعثت:
نيروگاه گازي متمركزبعثت پارس جنوبي جهت تامين برق مورد نياز پالايشگاه فازهاي 10و9، 16و15، 17و18، 20و21، پشتيباني فازهاي1 الي8، تاسيسات ذخيره سازي ميعانات گازي و آب شيرين كن ها و نيز بارهاي صنعتي سازمان منطقه ويژه در منطقه پارس1 به مرحله اجرا در آمد.
اين پروژه به صورت EPC و با استفاده از امكانات داخلي كشور به ميزان حداقل 51 درصد ارزش مبلغ قرارداد شامل عمليات طراحی، خريد، ساخت، نصب، اجرا و راه اندازي شش واحد توربين گازي در مجموع به ظرفيت نامي 1000 مگاوات و كليه تجهيزات جانبي نيروگاه شامل پست 132 و400 كيلوولت نيروگاه (از نوع GIS)، امكان تبادل برق با شبكه سراسري از طريق خطوط ارتباطي 132 و 400 كيلوولت، تاسيسات زير بنايي و خطوط انتقال 132 كيلوولت از نيروگاه تا پالايشگاه هاي مختلف پارس جنوبي انجام شده است. شايان ذكر است اين نيروگاه در حال حاضر در دست بهره برداري مي باشد. همچنین با هدف تأمين برق مورد نياز پالايشگاه‌هاي مستقر در منطقه كنگان، بخش توسعه این نیروگاه متشکل از سه بلوک سیکل ترکیبی در حال اجرا بوده که مشخصات آن به شرح زیر است:
نيروگاه سيكل تركيبي بعثت
نيروگاه سیکل ترکیبی بعثت، به منظور تأمين كمبود توليد انرژي الكتريكي مورد نياز پالايشگاه‌هاي مستقر در منطقه كنگان مربوط به فازهای 12، 13، 14، 19، 22-24، مجتمع پالايشگاهي سيراف و همچنين افزايش پايداري شبكه برق شركت نفت و گاز پارس در منطقه عسلويه و كنگان و در مجاورت شهر بیدخون احداث شده است. اجرای این طرح در قالب قرارداد EPC به شركت فراب به عنوان پيمانكار اصلي واگذار شده است.
اين نيروگاه به ظرفيت 480 مگاوات در بخش توسعه نيروگاه متمركز بعثت اجرا مي‌شود و شامل سه بلوك سيكل تركيبي به ظرفيت توليد برق هر بلوك 160 مگاوات در شرايط ISO است.
در هر بلوك دو بويلر بازيافت حرارتي(HRSG) و يك توربين بخار، يك دستگاه ترانسفورماتور افزاينده 200 مگاواتي، سيستم كندانسور هوايي (ACC) و ديگر تجهيزات جنبي نصب شده است.
فرآيند كلي توليد برق بر اساس عبور هواي داغ خروجي از دودكش توربين‌هاي گازي موجود به داخل بويلرهاي بازيافت حرارتي و استفاده از دماي بالاي آنها جهت توليد بخار و بدون هيچ‌گونه استفاده از سوخت اضافي است.
راندمان نيروگاه یعثت پارس جنوبی با احداث بخش سيكل تركيبي از حدود 30% به حدود 53% خواهد رسيد.
اين نيروگاه همچنین به واحد توليد آب شيرين از آب دريا به روش MED با ظرفيت 8000 متر مكعب در روز مجهز است.
توان توليدي اين نيروگاه استراتژيك توسط پست و خطوط انتقال دومداره 400 كيلوولت به طول 67 كيلومتر به منطقه كنگان ارسال می‌شود و مجدداً در پست 400 كيلوولت نفت در منطقه كنگان به سطح ولتاژ انتقال 132 كيلوولت كاهش می‌یابد و توسط شبكه هوايي چهارمداره به پالايشگاه‌هاي مستقر در منطقه كنگان تحويل مي‌شود.
زمان شروع طرح: 10/12/1392
زمان اتمام بلوك اول: 31/2/1400
مبلغ سرمایه‌گذاری: 424.4 ميليون يورو

پست 400/132 كيلوولت نفت در منطقه كنگان
جهت تامين برق پالايشگاه‌هاي منطقه پارس2، پست مذكور با ظرفيت 1000مگاوات شامل دو دستگاه ترانسفورماتور 500 مگاوات و دو پست400و132 كيلوولت در قالب قراردادEPC به شركت پارسيان واگذار شده است.
پست 400/132 كيلوولت نفت  پارس2 از نوع گازي (GIS) و شامل دو كليدخانه 400 و 132 كيلوولت است. اين پست توسط دو ترانسفورماتور 500 مگاواتي شامل تعداد 8 ترانسفورماتور تك‌فاز، در مجموع قابلیت انتقال 1000 مگاوات و همچنين اتصال 7 واحد نيروگاهي را دارد.
تغذيه برق كليه مصارف پالايشگاهي منطقه كنگان شامل فازهاي، 12، 13، 14، 19، 22-24 و مجتمع پالايشگاهي سيراف از طريق اين پست انجام مي‌گيرد.
اين پست برق مجهز به سيستم تشخيص و اطفا حريق، ديزل ژنراتور اضراري 1.5 مگاواتي و سيسم دوربين‌هاي مداربسته پيشرفته است. اين پست توسط يك خط انتقال دو مداره400 كيلوولت به نيروگاه متمركز بعثت در عسلويه متصل شده است و قابليت دريافت 1000 مگاوات را دارد.همچنين نيروگاه شركت مايع سازي گاز ايران توسط يك خط هوايي دو مداره به اين پست برق متصل گرديده است و توان توليدي خود را تحويل اين پست برق ميدهد.
تاريخ شروع :92/10/1
تاريخ اتمام: 98/9/6
مبلغ سرمایه‌گذاری: 22 ميليون يورو

خطوط انتقال برق 132و400 كيلوولت مناطق پارس 1و2:
پست هاي اصلي مناطق پارس1و2 توسط يك خط دو مداره 400كيلوولت به ظرفيت هر مدار 1000 مگاوات متصل و همچنين پالايشگاه‌هاي طرح هاي توسعه اي پارس 1و2 نيز توسط دو شبكه خطوط انتقال 132 كيلوولت چهار مداره به هم مرتبط بوده و پست هاي نيروگاهي132و400 كيلوولت منطقه پارس1 توسط خطوط انتقال 400 كيلوولت به شبكه سراسري نيز متصل مي باشند و از طريق اين خطوط، تبادل انرژي با شبكه سراسري و پالايشگاه‌ها انجام مي پذيرد. در حال حاضر عمده خطوط مذكور تكميل و در دست بهره برداري مي باشد.

## سایت و شبکه های اجتماعی شرکت نفت و گاز پارس
- وب‌سایت رسمی
- صفحه رسمی آپارات
- صفحه رسمی لینکدین
- صفحه رسمی بله
- صفحه رسمی روبیکا
- صفحه رسمی اینستاگرام